# Соломео (Перуђа)
Соломео је насеље у Италији у округу Перуђа, региону Умбрија.
Према процени из 2011. у насељу је живело 456 становника. Насеље се налази на надморској висини од 281 м.